# Philoponella vittata
Philoponella vittata är en spindelart som först beskrevs av Eugen von Keyserling 1881.  Philoponella vittata ingår i släktet Philoponella och familjen krusnätsspindlar. Inga underarter finns listade i Catalogue of Life.